# Luba (Guinea Ecuatorial)
Luba (o San Carlos de Luba) es la segunda ciudad más grande de la isla de Bioko en Guinea Ecuatorial, situada a 52 kilómetros de la ciudad de Malabo, siendo capital de la provincia de Bioko Sur.

## Historia
La bahía de Luba fue descubierta en 1471 por el explorador portugués Fernando Poo. En la bahía de Boloko, el Conde de Argelejos (Brigadier Don Fernando Felipe de los Santos Toro) desembarcó el 24 de octubre de 1778 para tomar posesión de los Territorios del Golfo de Guinea, a bordo de los buques Santa Catalina, Soledad y el bergantín Santiago, tomando posesión del lugar en nombre de Carlos III, construyéndose así una pequeña población en la bahía. La ciudadela fue bautizada como San Carlos en honor del rey Carlos III, ya que el brigadier conde de Argelejos y el teniente coronel Primo de Rivera, desembarcaron por primera vez, enarbolando la bandera española bajo su reinado.
Con la dictadura de Francisco Macías se cambió el nombre a San Carlos de Luba en honor a Luba, jefe (botuku) del poblado bubi de Balaché, quien en 1910 encabezó una revuelta contra los españoles (su cuerpo descansa a la entrada de la ciudad a Luba). Existen igualmente varias calles en ciudades del país, con el nombre de Botuku Luba, en su memoria. En enero de 1998 se produjo una revuelta bubi cuyos eventos principales ocurrieron en la ciudad.

## Datos de interés

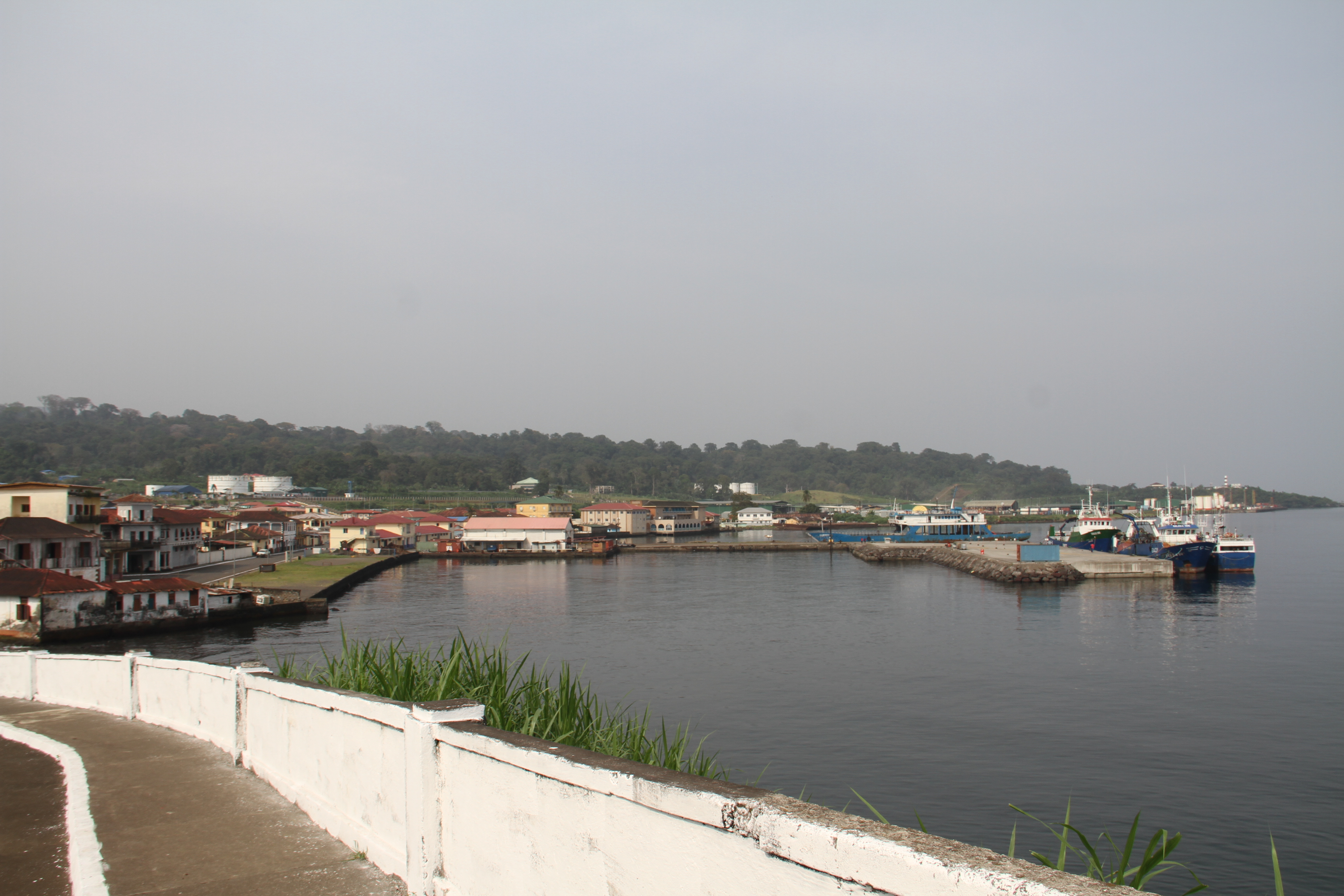
Puerto de Luba, 2013.

La población estimada en 2003 era de 6800 personas. Se encuentra en la costa oeste, debajo de picos volcánicos, y es un puerto para la industria de la tala de árboles y desde el año 2002 de la industria petrolera. Fue un importante centro turístico internacional durante la colonización española. 

### Turismo
- Paseo Marítimo,
- Hospital Colonial,
- Club Náutico de Luba,
- Casino de Luba,
- Manantial de Agua,
- Colegio Claret,
- Monumento al Conde de Argelejos,
- Iglesia de Luba.

## La Gran Caldera

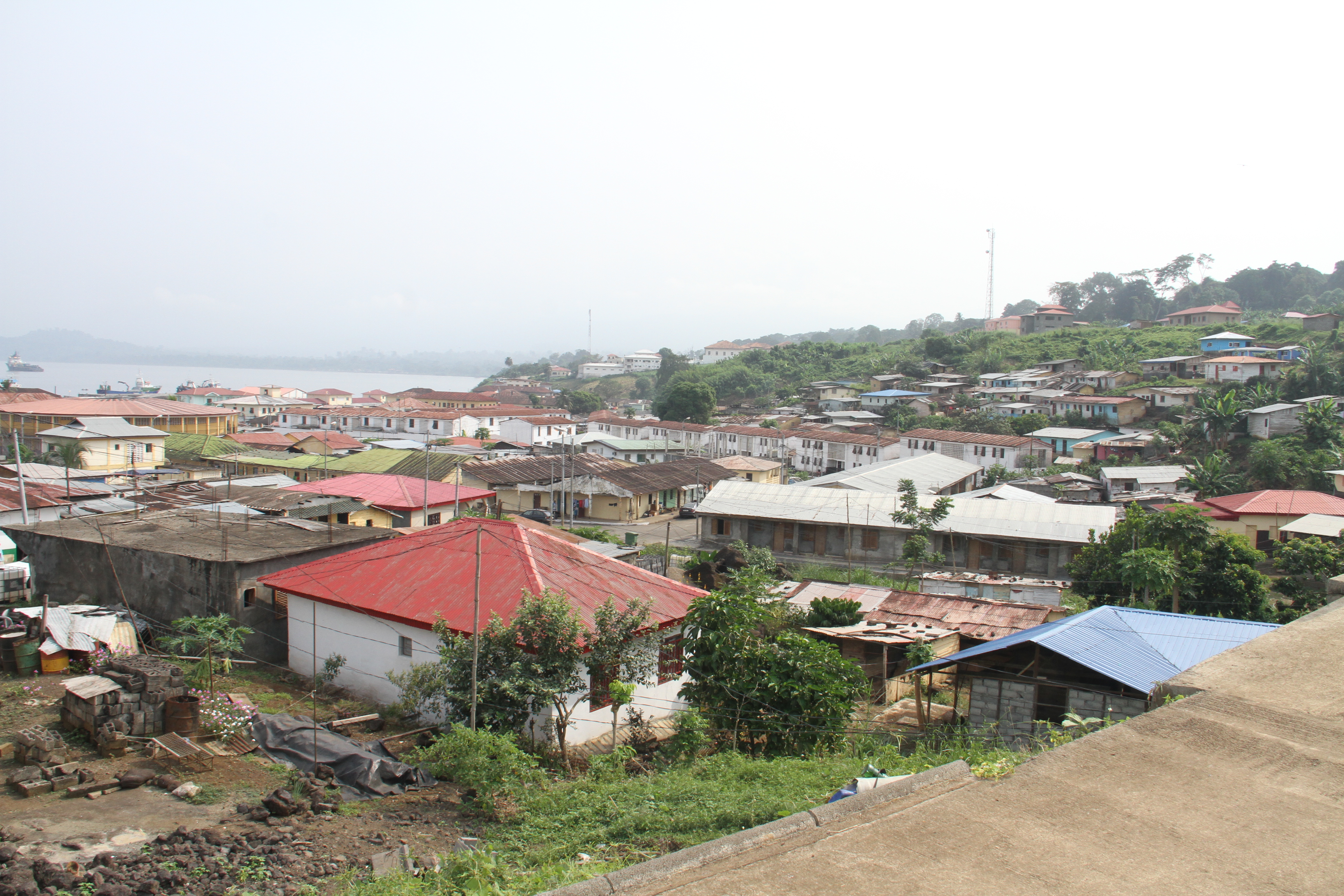
Vista de Luba, año 2013.

Durante los años desde 1960 a 1968, se realizaron tres expediciones al interior de la Gran Caldera de la por entonces San Carlos. Las expediciones se realizaron en los periodos 1962-1963 y 1965-1966, participando el entonces periodista Luis Marhuenda, varios sacerdotes claretianos y un fotógrafo profesional, con profusión de publicaciones en texto e imágenes en la prensa y radio local de la entonces. Se llegó hasta el interior de la Gran Caldera y se dejaron hitos de marcación.
En aquellas fechas, las selvas del interior de la Gran Caldera eran verdaderamente vírgenes y ningún europeo las había penetrado hasta entonces. Los datos están publicados y se pueden consultar en números de la revista mensual de la época La Guinea Española, editada por la Orden Claretiana.

### Expediciones en la Gran Caldera en los años sesenta
Expedición de Herminio García Sastre
8 al 15 de mayo de 1962, integrada por:
- Herminio García Sastre
- Luís Jiménez Marhuenda
- Ramón Burcet
- Míguelo Atik
- Padre Viñas
- Tomás Siabú

Expedición de la Federación española de montañismo
22 al 28 de enero de 1963, integrada por:
- Herminio García Sastre
- Padre Viñas
- Pedro Gavilán
- Francisco Díaz
- Bruno Etingue
- Fernando Fernández
- Benigno Palomar
- Luís Jiménez Marhuenda
- Tomás Siabú
- Leoncio Riako (entonces con 18 años)
- Raimundo Ebiolé

Expedición de Herminio García Sastre y J. M. Fernández Loaysa (Teniente de Navío)
19 al 24 de febrero de 1963, integrada por:
- J. M. Fernández Loaysa
- Herminio García Sastre
- Raimundo Ebiolé

y otros
Expedición de la Misión Católica
2 al 13 de enero de 1966, integrada por:
- Hermano Agustín Fernández
- Padre José María Viñas
- Hermano Felipe Núñez
- Hermano Manuel Blanco
- Hermano Manuel Cabreros
- Raimundo Ebiolé
- Tomás Siabú
- Leoncio Riako

## Curiosidades

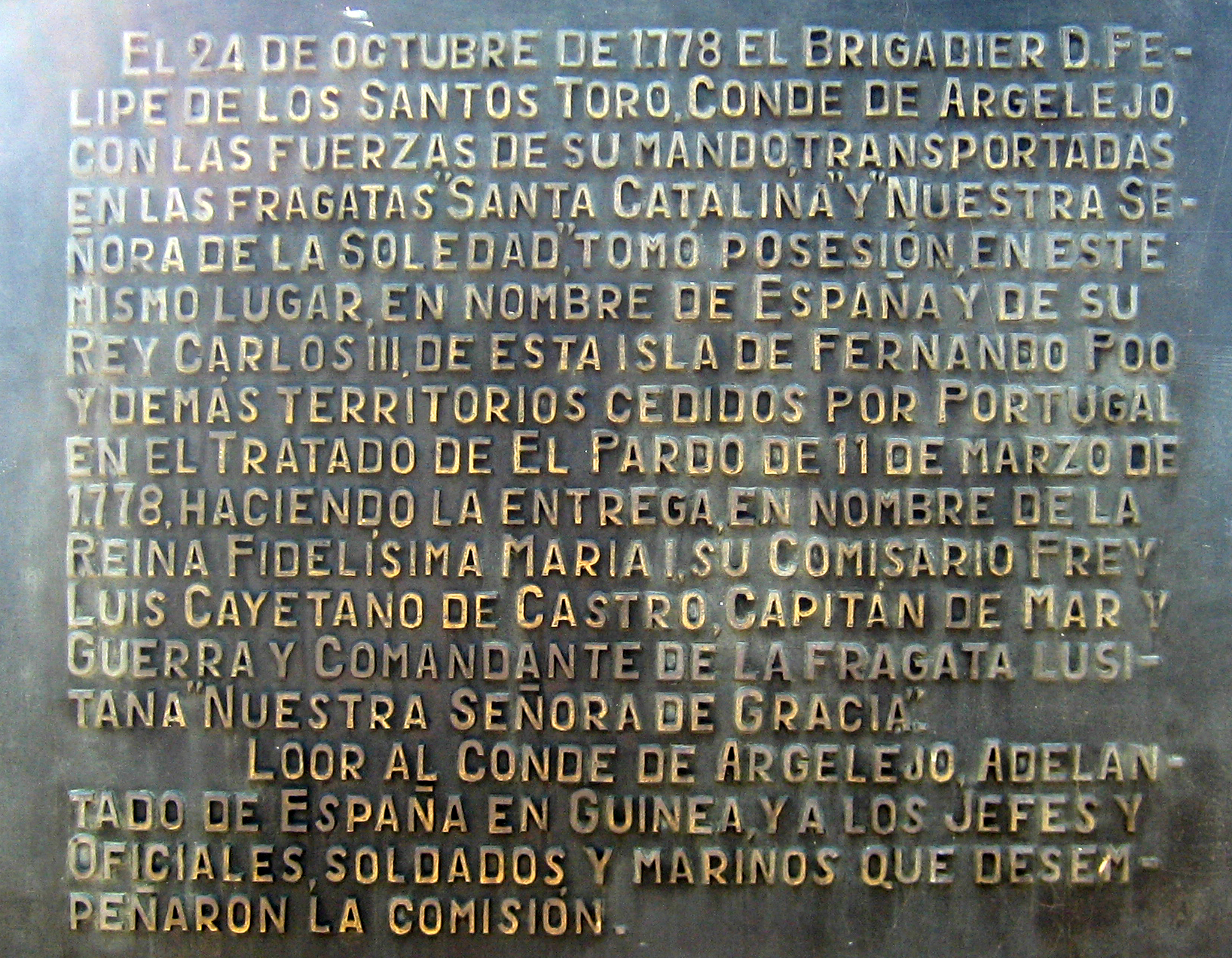
Monumento en Luba, dedicado al desembarco español de 1778.

En el lugar se encuentra una playa de arena blanca o playa de aleña, de aproximadamente 4 km.
En 2004 se creó una nueva terminal en el puerto de Luba destinada a barcos petroleros.
En 2010 se inició la construcción de una nueva autopista desde Luba vía Belebú Balachá hasta la Reserva científica de la Caldera de Luba de San Antonio de Ureca, cerca de la costa sur de la isla de Bioko.